# Destiny (Stratovariusov album)
Destiny je sedmi studijski album finskog power metal sastava Stratovarius. Diskografske kuće Noise Records i T&T Records objavile su ga 5. listopada 1998. godine. Popeo se na prvo mjesto finske ljestvice albuma i ostao je na njoj 17 tjedana. Skladba "S.O.S." bila je objavljena kao singl i našla se na drugom mjestu finske ljestvice singlova te na njoj ostala 11 tjedana.

## Popis pjesama
Glazba: Timo Tolkki.
| 1.    | »Destiny«              | Tolkki                 | 10:15 |
| 2.    | »S.O.S.«               | Tolkki, Timo Kotipelto | 4:15  |
| 3.    | »No Turning Back«      | Kotipelto              | 4:22  |
| 4.    | »4000 Rainy Nights«    | Tolkki                 | 6:00  |
| 5.    | »Rebel«                | Tolkki                 | 4:16  |
| 6.    | »Years Go By«          | Tolkki                 | 5:14  |
| 7.    | »Playing with Fire«    | Kotipelto              | 4:15  |
| 8.    | »Venus in the Morning« | Tolkki                 | 5:35  |
| 9.    | »Anthem of the World«  | Tolkki                 | 9:31  |
| 53:43 |                        |                        |       |

| Bonus skladba na europskoj inačici | Bonus skladba na europskoj inačici | Bonus skladba na europskoj inačici | Bonus skladba na europskoj inačici | Bonus skladba na europskoj inačici | Bonus skladba na europskoj inačici | Bonus skladba na europskoj inačici | Bonus skladba na europskoj inačici | Bonus skladba na europskoj inačici | Bonus skladba na europskoj inačici |
| Br.                                | Skladba                            | Tekstopisac                        | Skladatelj                         | Trajanje                           |                                    |                                    |                                    |                                    |                                    |
| ---------------------------------- | ---------------------------------- | ---------------------------------- | ---------------------------------- | ---------------------------------- | ---------------------------------- | ---------------------------------- | ---------------------------------- | ---------------------------------- | ---------------------------------- |
| 10.                                | »Cold Winter Nights«               | Kotipelto                          | Tolkki                             | 5:13                               |                                    |                                    |                                    |                                    |                                    |
| 58:56                              |                                    |                                    |                                    |                                    |                                    |                                    |                                    |                                    |                                    |

| Bonus skladba na japanskoj inačici | Bonus skladba na japanskoj inačici | Bonus skladba na japanskoj inačici | Bonus skladba na japanskoj inačici | Bonus skladba na japanskoj inačici | Bonus skladba na japanskoj inačici | Bonus skladba na japanskoj inačici | Bonus skladba na japanskoj inačici | Bonus skladba na japanskoj inačici | Bonus skladba na japanskoj inačici |
| Br.                                | Skladba                            | Tekstopisac                        | Skladatelj                         | Trajanje                           |                                    |                                    |                                    |                                    |                                    |
| ---------------------------------- | ---------------------------------- | ---------------------------------- | ---------------------------------- | ---------------------------------- | ---------------------------------- | ---------------------------------- | ---------------------------------- | ---------------------------------- | ---------------------------------- |
| 10.                                | »Dream with Me«                    | Kotipelto                          | Kotipelto                          | 5:12                               |                                    |                                    |                                    |                                    |                                    |
| 58:55                              |                                    |                                    |                                    |                                    |                                    |                                    |                                    |                                    |                                    |

## Zasluge
| Stratovarius - Timo Kotipelto – vokali - Timo Tolkki – gitara, tonska obrada, produkcija - Jari Kainulainen – bas-gitara - Jens Johansson – klavijature - Jörg Michael – bubnjevi Dodatni glazbenici - Eicca Toppinen – gudačka glazbala - Max Savikangas – gudačka glazbala - Mr. Unknown – gudačka glazbala - Sanna Salmenkallio – gudačka glazbala - Cantores Minores – zbor dječaka | Ostalo osoblje - Mikko Karmila – miksanje, tonska obrada - Mika Jussila – mastering - Pauli Saastamoinen – mastering - Marco Bernard – naslovnica - Dick Lindberg – fotografija - Rade Puolakka – omot albuma |

## Ljestvice
| Ljestvica (1998.) | Najviša pozicija |
| ----------------- | ---------------- |
| Finska            | 1                |
| Njemačka          | 89               |